# Jaworzyna z języcznikiem zwyczajnym
Jaworzyna z języcznikiem zwyczajnym (Phyllitido-Aceretum Moor 1952) – górski wielogatunkowy las zboczowy z drzewostanem tworzonym przez takie gatunki jak: klon jawor (Acer pseudoplatanus), wiąz górski (Ulmus glabra), buk zwyczajny (Fagus sylvatica), jodła pospolita (Abies alba), lipa szerokolistna (Tilia plathypyllos), jesion wyniosły (Fraxinus excelsior) i klon zwyczajny (Acer platanoides). Występuje najczęściej na stromych stokach o ekspozycji północnej, na glebach szkieletowych o odczynie zasadowym.
Gatunkiem charakterystycznym zespołu jest języcznik zwyczajny (Phyllitis scolopendrium).
Gatunkami charakterystycznymi i wyróżniającymi podzwiązku Lunario-Acerenion pseudoplatani są: miesiącznica trwała (Lunaria rediviva), kokoryczka okółkowa (Polygonatum verticillatum), paprotnik kolczysty (Polystichum aculeatum), przenęt purpurowy (Prenanthes purpurea) i starzec Fuchsa (Senecio fuchsii).
Gatunkami charakterystycznymi związku Tilio platyphylli-Acerion pseudoplatani są (oprócz niektórych już wymienionych): klon jawor (Acer pseudoplatanus), czerniec gronkowy (Actaea spicata), lipa szerokolistna (Tilia platyphyllos) i wiąz górski (Ulmus glabra).

## Występowanie w Polsce
Jaworzyna z języcznikiem zwyczajnym występuje w Pieninach, Beskidzie Wyspowym, Beskidzie Niskim, Bieszczadach, na Pogórzu Karpackim, na Wyżynie Krakowsko-Częstochowskiej oraz na Pogórzu Kaczawskim.

## Ochrona
Jest to bardzo rzadki zespół, którego areał w Polsce szacowany jest na ok. 100 ha. Większość stanowisk Phyllitido-Aceretum objęta jest ochroną w następujących parkach narodowych i rezerwatach przyrody:
- Pieniński Park Narodowy
- Magurski Park Narodowy
- Bieszczadzki Park Narodowy
- Ojcowski Park Narodowy
- rezerwat przyrody Rezerwat Tysiąclecia na Cergowej Górze
- rezerwat przyrody Jelenia Góra (województwo małopolskie)
- rezerwat przyrody Przełom Jasiołki
- rezerwat przyrody Łysa Góra
- rezerwat przyrody Sine Wiry
- rezerwat przyrody Woronikówka
- rezerwat przyrody Hulskie im. Stefana Myczkowskiego
- rezerwat przyrody Przełom Sanu pod Grodziskiem
- rezerwat przyrody Nad Jeziorem Myczkowieckim
- rezerwat przyrody Przełom Osławy pod Mokrem
- rezerwat przyrody Ruskie Góry
- rezerwat przyrody Dolina Potoku Rudno
- rezerwat przyrody Dolina Eliaszówki
- rezerwat przyrody Wąwóz Myśliborski koło Jawora

Dodatkowo, jaworzyna z języcznikiem zwyczajnym jest siedliskiem przyrodniczym chronionym na mocy załącznika I dyrektywy siedliskowej (kod 9180-2) w obszarach Natura 2000.